# Blendfreies Fernlicht

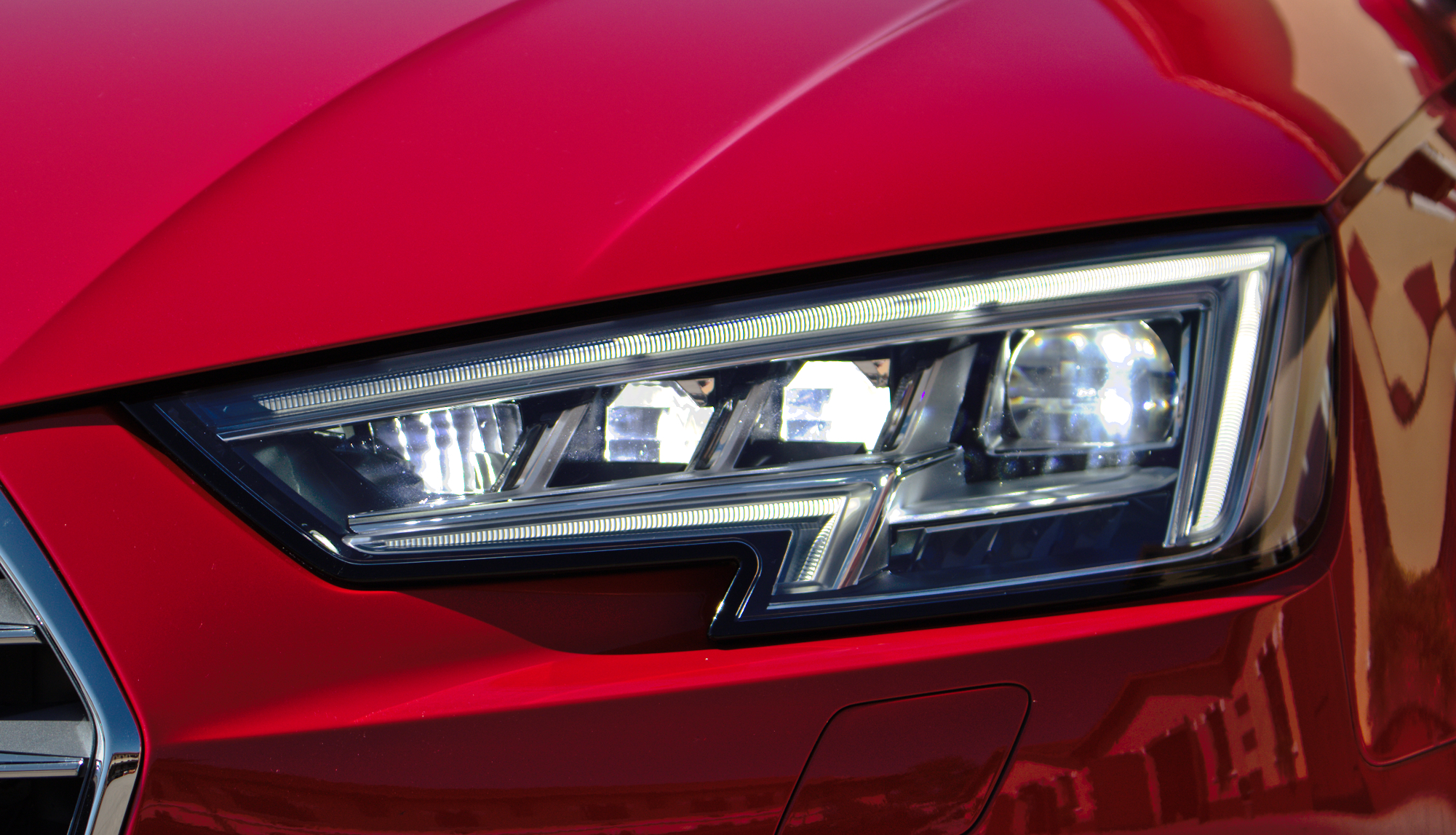
LED-Scheinwerfer mit blendfreiem Fernlicht

Das blendfreie Fernlicht (oder „vertikale Hell-Dunkel-Grenze“, Teilfernlicht, Dauerfernlicht, maskiertes Fernlicht) ist eine besondere Art des Fernlichts in Kraftfahrzeugen. Es folgt dem Prinzip eines ständig eingeschalteten Fernlichts. Seine Funktion beruht auf dem Zusammenspiel einer Frontkamera in der Windschutzscheibe des Fahrzeugs sowie Software zur Bildverarbeitung und Lichttechnik.

## Funktionsweise

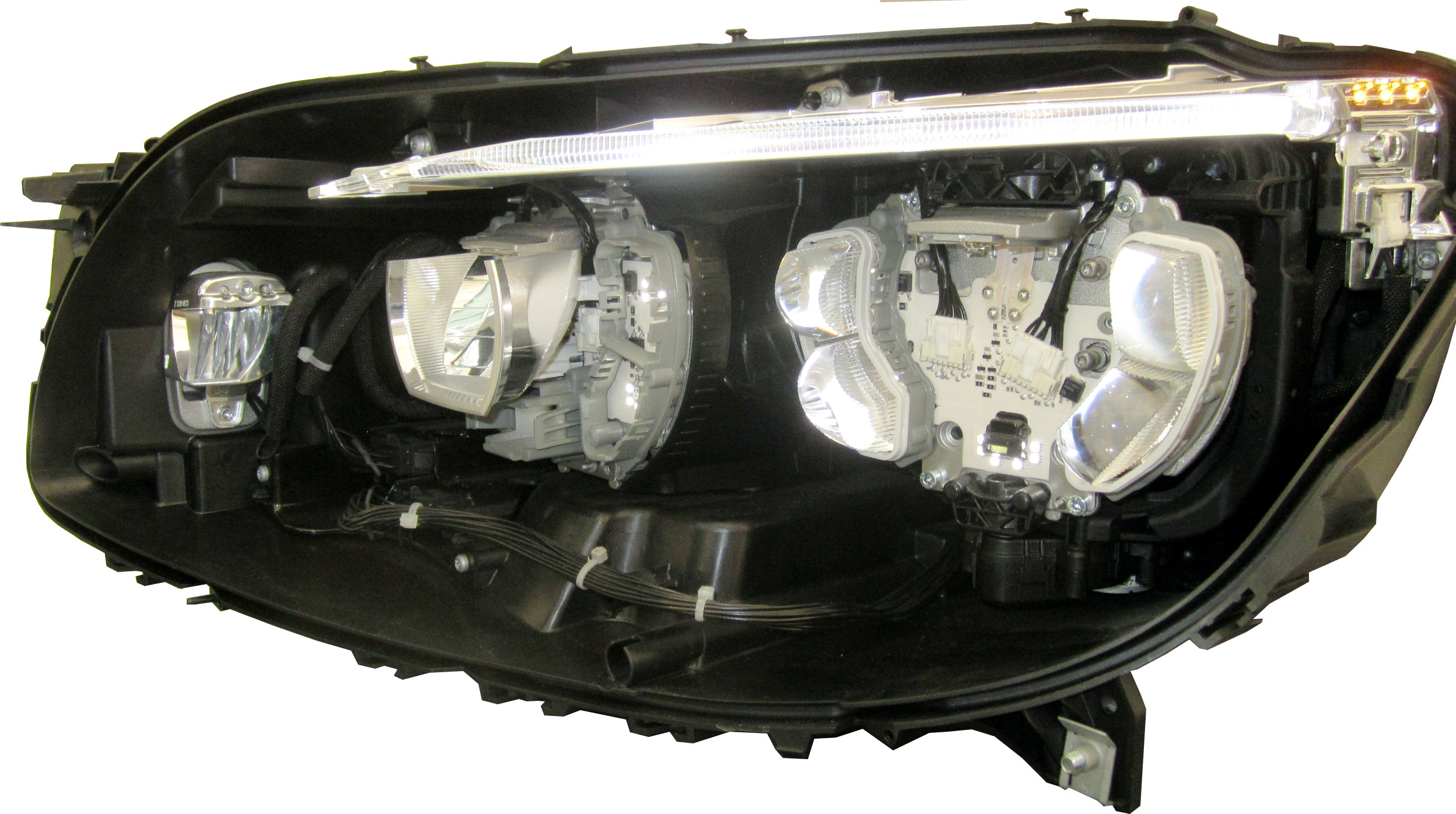
LED-Scheinwerfer

Mittels einer Kamera in der Frontscheibe werden entgegenkommende und vorausfahrende Fahrzeuge anhand ihrer Scheinwerfer bzw. Rückleuchten erkannt. Anhand dieser Bilddaten werden die eigenen Scheinwerfer derart gesteuert, dass im Verkehrsraum blendungsgefährdete Verkehrsteilnehmer automatisch aus der Fernlichtverteilung ausgeblendet werden. Frühe Systeme mit Xenonlicht nutzen zwischen der Lichtquelle und Linse des Scheinwerfers eine rotierende Walze, die unterschiedliche Konturen hat. Durch Drehung der Walze werden so unterschiedliche Lichtverteilungen auf der Straße realisiert.
Neuere Systeme in Scheinwerfern nutzen mehrere, in einer Matrix angeordnete LEDs, welche einzeln abgeschaltet oder maskiert werden können. Diese wurden spätestens Ende 2013 mit der Modellpflege des Audi A8 D4 als Matrix LED eingeführt. Beim Mercedes CLS (218) besteht ein Scheinwerfer aus 36 hochauflösenden LED-Modulen, wovon 24 separat angesteuert werden können, sodass die Fahrbahn automatisch und mit verbesserter Lichtverteilung und Lichtweite ausgeleuchtet werden kann, ohne dabei den Gegenverkehr zu blenden. Gesteuert werden die Scheinwerfer über eine hinter der Frontscheibe angebrachte Kamera. Die Fahrzeughersteller bezeichnen die bei ihnen verbauten Systeme mit unterschiedlichen Bezeichnungen, beispielsweise nennt Audi sein System Audi Matrix LED und Mercedes-Benz Multibeam-LED. Die Systeme können dabei weitere Funktionen wie z. B. Kurvenlicht oder Abbiegelicht besitzen.

## Nutzen
Für den Fahrer bleibt die Fernlichtverteilung auf der Straße ständig erhalten, Auf- und Abblenden ist nicht länger notwendig. Das bewirkt eine beträchtliche Erhöhung der visuellen Reichweite sowie die signifikante Nutzung des Fernlichtes in Nachtsituationen. So wird das Licht des eigenen Fahrzeugs voll ausgenutzt und der Fahrer kann eventuelle Gefahrensituationen frühzeitig erkennen.
Volkswagen hat 2010 im neuen VW Touareg II das erste blendfreie Fernlicht („Dynamic Light Assist“) eingeführt.